# Opstand van de Georgiërs
De opstand van de Georgiërs (Georgisch: ტექსელის აჯანყება, t'ekselis ajanq'eba), op Texel ook wel de Russenoorlog genoemd, was een grootschalige muiterij aan het einde van de Tweede Wereldoorlog van Georgische troepen die deel uitmaakten van de Duitse Wehrmacht. De opstand op het eiland richtte zich tegen de aan de verliezende hand zijnde Duitsers. Hij begon in de nacht van 5 op 6 april 1945 en eindigde op 20 mei 1945 toen het Canadese leger op Texel aankwam, meer dan twee weken na het einde van de oorlog in Nederland.
Onder de Georgische opstandelingen, de Duitse militairen en de Texelse burgerbevolking vielen in totaal ten minste 1000 doden.

## De opstand

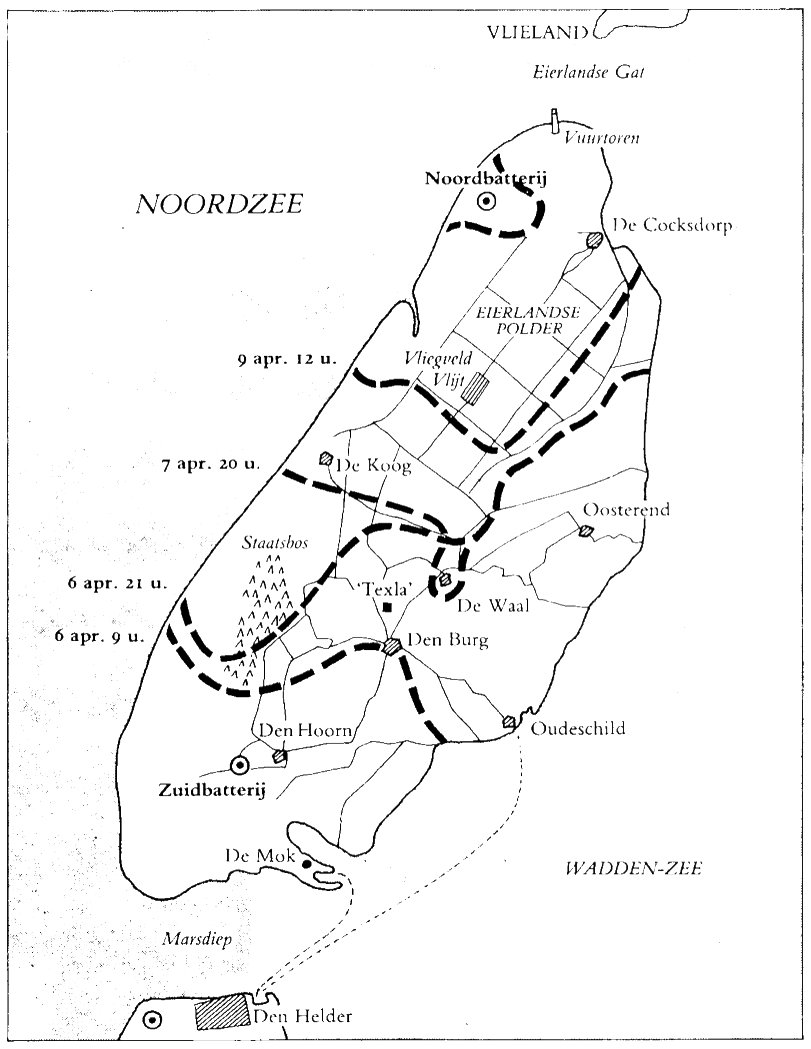
De strijd op Texel. De geblokte lijnen geven ongeveer de zuidelijke grenzen aan van het gebied dat de Georgiërs op de aangegeven dagen en uren in handen hadden. Tot de Noordbatterij konden zij niet doordringen.

Op 6 februari 1945 werd op Texel het 822e Georgische bataljon Koningin Tamar gelegerd, bestaande uit 800 vrijwillige Georgiërs en 400 Duitse militairen. Hun commandant was Klaus Breitner. Het 822e Georgische vrijwilligersbataljon was een van de bataljons uit het Duitse zogenaamde Ostlegion-programma. Deze bataljons werden voor een deel samengesteld uit Sovjet-krijgsgevangenen die vaak onder erbarmelijke omstandigheden in krijgsgevangenenkampen moesten leven. Sommige gevangenen stierven door kou, ondervoeding en heersende epidemieën. Om aan deze omstandigheden te ontkomen kozen velen min of meer noodgedwongen voor een plaats in het Ostlegion. Anderen namen vrijwillig dienst in het Duitse leger in de hoop het communisme in hun vaderland te kunnen verslaan of verdrijven. Door de Sovjets werden al deze militairen, vrijwilligers of niet, zonder uitzondering als landverraders beschouwd. Via Frankrijk en 17 maanden verblijf in Zandvoort werden zij op 6 februari 1945 gelegerd op Texel.
Op 5 april gaf bataljonscommandant majoor Klaus Breitner aan de Georgische vrijwilligerscommandant, de voormalige Sovjetkapitein Sjalva Loladze, opdracht om zich met zijn bataljon gereed te maken om de volgende dag om 7.00 uur te vertrekken. De Georgische pro-Duitse vrijwillige troepen zouden – tezamen met Duitse soldaten en Nederlandse en Vlaamse vrijwilligers van Waffen-SS en Sicherheitsdienst – worden ingezet tegen de westelijke geallieerden in Oost-Nederland (tegen onder andere de 1e Poolse Pantserdivisie, van het Eerste Canadese Leger, 2e Britse Leger). 
Wilden de Georgiërs zich nog rehabiliteren voor het feit dat ze in Duitse dienst waren getreden, dan moest dat snel en voor de definitieve Duitse nederlaag gebeuren, aangezien de geallieerden al voor Berlijn en Bremen lagen, en het einde van de oorlog een kwestie van dagen zou zijn.
Op 6 april 1945 om 1.00 uur 's nachts precies, kwamen de Georgiërs tegen de Duitsers in opstand. Het begon op Texel bij Den Burg. Zij noemden deze operatie de Dag der Geboorte. Elke Georgiër wist precies welke Duitser uit het bataljon hij moest doden. Meteen na 1.00 uur werden ongeveer 200 Duitsers vermoord. Daaraan kwam geen kogel te pas: de meeste Duitse officieren en soldaten werden met messen en bajonetten in hun slaap gedood. 
Toch liep het plan van de Georgiërs eigenlijk al meteen fatale averij op: het was van het grootste belang dat geen Duitser erin zou slagen te ontkomen en de Texelse artilleriebatterijen en het vasteland op de hoogte te brengen van de opstand. Dat gebeurde wel.
Pogingen van de Georgiërs om de twee Duitse batterijen in het zuiden van Texel te veroveren mislukten, omdat majoor Klaus Breitner kans had gezien de zuidelijke batterij te bereiken waar hij alarm sloeg. Hierdoor was men op het vasteland in een vroeg stadium op de hoogte van de opstand. Hoewel het Duitse leger al in een staat van ontbinding verkeerde, kwam snel een tegenoffensief op gang. Dezelfde dag werden door de veerboot Voorwaarts ongeveer 600 Duitse soldaten met mitrailleurs, mortieren, tanks en enkele stukken geschut via de Mok aangevoerd om de opstand neer te slaan. De Duitse soldaten stonden onder leiding van majoor Erich Neumann. Dezelfde veerboot heeft later vele honderden zwaargewonden afgevoerd naar het vasteland naar veldlazaretten. Vanaf 15.30 uur werd een gelijktijdige beschieting op Den Burg uitgevoerd door de noordelijke batterij, de zuidelijke batterij, het Duitse geschut van de Mok, geschut van Fort Erfprins (Den Helder), en geschut op Vlieland. In deze twintig minuten durende beschieting werden op Den Burg 1800 granaten afgevuurd. Op 7 april werden nog eens 200 Duitsers op de Mok afgezet.

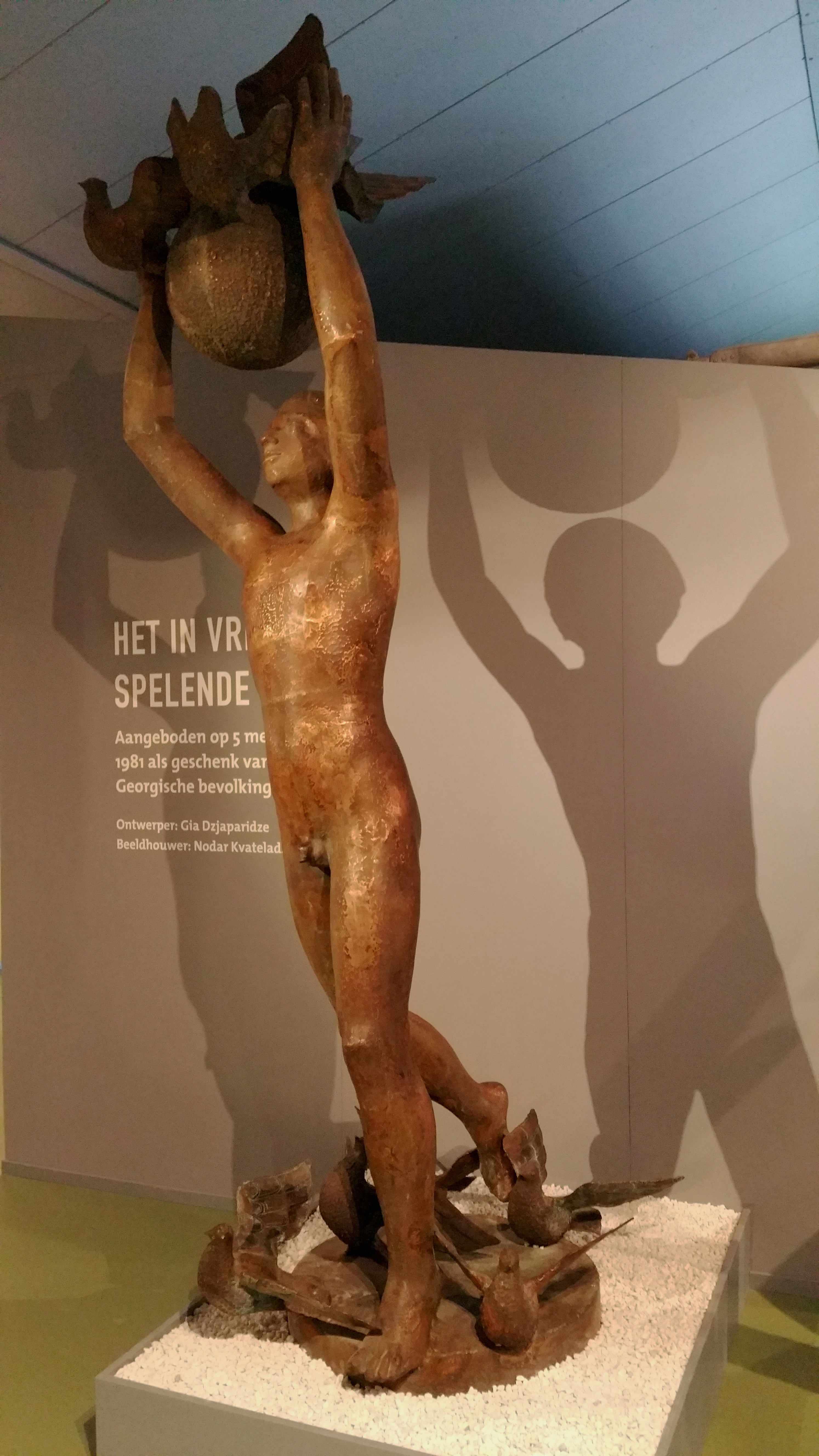
Geschenk van de Georgische bevolking (5 mei 1981)

## Europa's laatste slagveld

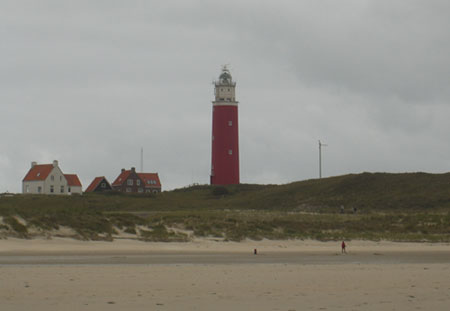
Na oorlog extra ommuurde vuurtoren Eierland bij De Cocksdorp

Bij de gevechten, die wekenlang duurden, verloren de Georgiërs steeds meer terrein. Het laatst werd er gevochten rond de vuurtoren Eierland bij De Cocksdorp. Rond 20 april is het gehele eiland weer onder Duitse controle. 
Nadat de opstand was neergeslagen, kamden de Duitsers tussen 22 en 26 april het hele eiland uit, op zoek naar overgebleven tegenstanders. Enkele honderden van hen konden zich verbergen met hulp van de Texelse bevolking, en zouden de razzia's overleven. Op 25 april wordt Loladze, samen met negen soldaten ontdekt op boerderij Plassendaal. Hij wordt doodgeschoten. Na 26 april zijn er geen grootschalige oorlogshandelingen meer op het eiland.
Terwijl het Duitse opperbevel voor het bezette Nederland zich al op 5 mei in Wageningen en later op het geallieerde hoofdkwartier tweevoudig onvoorwaardelijk had overgegeven, duurde de oorlog voor Texel nog tot 20 mei. De Duitsers weigeren de wapens neer te leggen omdat ze zich niet willen overgeven aan de Georgiërs. Na 6 mei komen de Georgiërs steeds meer tevoorschijn uit hun schuilplaatsen met vele schietincidenten ten gevolge. Nog op 18 mei vallen er dodelijke slachtoffers.
Toen kwamen de eerste Canadese militairen op Texel aan om wat weleens 'Europa's laatste slagveld' wordt genoemd te bevrijden. De Duitsers worden ontwapend, de Georgiërs worden ondergebracht in Hotel California. 
De opstand der Georgiërs heeft het leven gekost aan 120 Texelaars en zo'n 565 Georgiërs. Het aantal omgekomen Duitsers werd meteen na de oorlog geschat op 2.000, vermoedelijk omdat Canadese rapporten Duitse gesneuvelden en gevangenen bij elkaar optelden. In de tweede helft van de twintigste eeuw gingen historici uit van ruim 812 Duitse doden, maar de jongste studies naar de opstand (van onder meer het NIMH) komen uit op een aanzienlijk lager aantal van ongeveer 360. Toen de Canadezen het eiland bevrijdden, kwamen 228 Georgische overlevenden uit hun schuilplaatsen. De materiële schade was groot, tientallen Texelse boerderijen gingen in vlammen op, met name in de Eierlandse polder. Ook Den Burg werd zwaar beschadigd door het bombardement op 6 april.

## Executies
Omdat de Texelse bevolking uitbundig, maar voorbarig, de bevrijding had gevierd, werden reeds op 6 april lukraak veertien willekeurige Texelaars opgepakt en afgevoerd naar "de Mok". De chauffeur van de wagen waarin de veertien Texelaars werden afgevoerd, reed niet snel, waardoor vier van de veertien Texelaars wisten te ontsnappen. De tien overgebleven personen zijn door de Duitsers diezelfde middag op "de Mok" gefusilleerd, zonder vorm van proces. De slachtoffers waren:
- boekhandelaar en esperantist Johan M. Duinker
- de gebroeders Andries en Herman Pen van hotel De Oranjeboom
- schoenmaker Jan Witte
- de gepensioneerde ambtenaar en oud-atleet Piet Ruimers
- de kantoorbedienden Gerrit Broekman en Jos Oremus
- monteur Cornelis Witte
- boerenknecht Pieter J. Keijzer
- en zijn broer de metselaar Willem Keijzer

In de dagen erna zijn door de Duitsers ook zeventig gevangengenomen Georgiërs geëxecuteerd. De stoffelijke overschotten van de geëxecuteerde Texelaars en Georgiërs vond men pas op 22 mei in een massagraf op het strand. De zeventig Georgiërs zijn samen met andere op Texel gesneuvelde of terechtgestelde landgenoten herbegraven op de Sovjetbegraafplaats Loladze op de Hoge Berg tussen Den Burg en Oudeschild.
De 228 overlevende Georgiërs zijn op 17 juni 1945 teruggegaan naar de Sovjet-Unie, gekleed in geallieerde uniformen. Ze kregen aanbevelingsbrieven mee van het Nederlands verzet en van de Canadese legerleiding. Ze werden toch gestraft vanwege het dienstdoen in het vijandelijk leger. Velen van hen werden - ondanks hun late verzetsdaden - een aantal jaren naar Sovjet-werkkampen gestuurd, een kleiner aantal werd het toegestaan om direct naar huis terug te keren. Een rehabilitatie van de overlevenden vond plaats in de Georgische SSR in 1956 in het kielzog van de destalinisatie.
In 1972 hebben de aansprakelijke Duitse officieren terechtgestaan voor het 'Landesgericht' in Oldenburg. Voor de ten laste gelegde moord werden zij vrijgesproken wegens gebrek aan bewijs, de executies werden als toegestaan onder oorlogsrecht niet vervolgd. De hoofdverdachte, Inselcommandant Erich Neumann, overleed in 1976.

## Herdenking

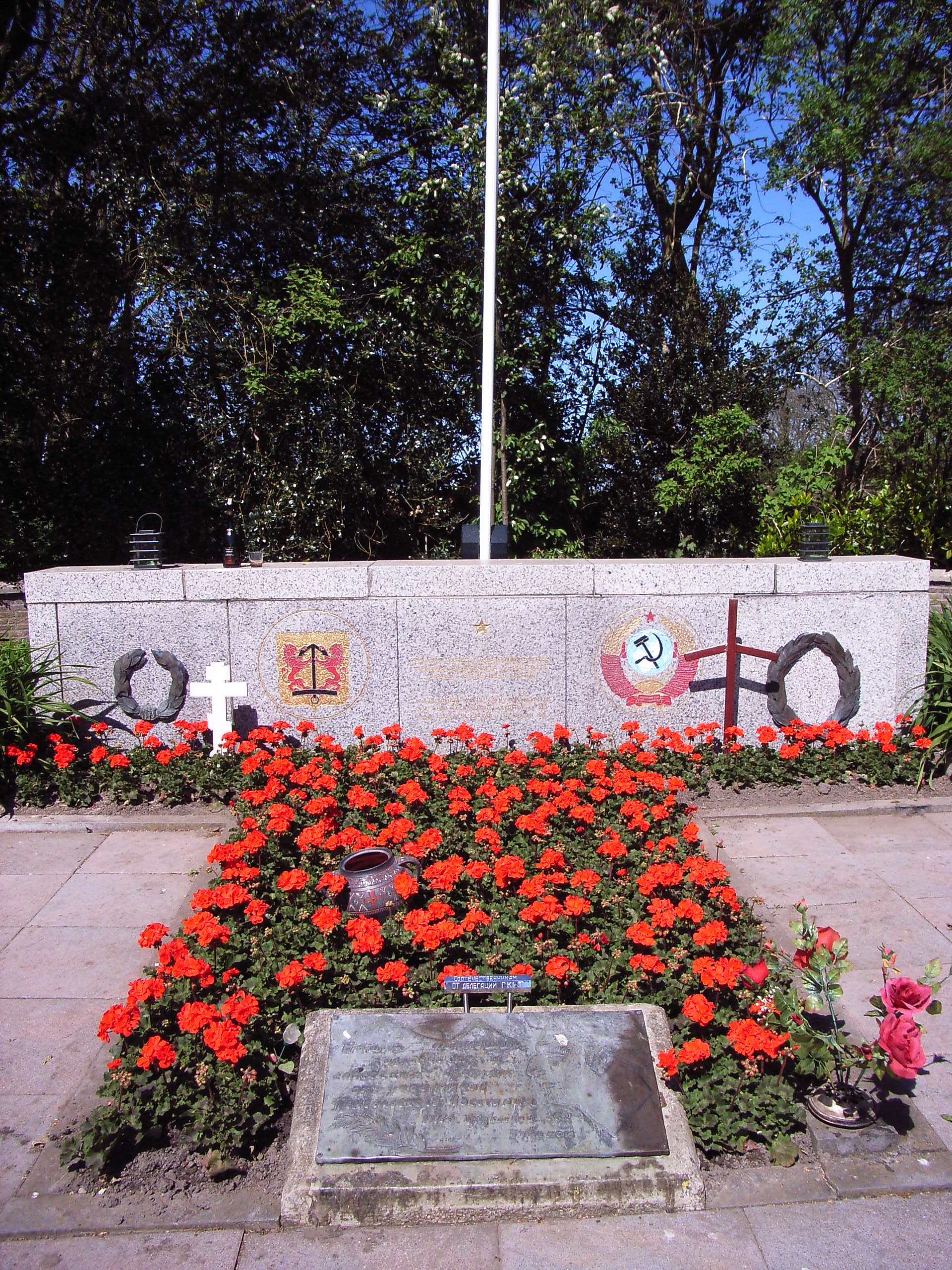
Erebegraafplaats Loladze Texel

In Nederland heeft de geschiedenis minder aandacht gekregen dan het aantal slachtoffers zou doen vermoeden. Nog vele jaren echter kwam elk jaar een aantal Georgiërs naar Texel om de opstand te herdenken. Zij bestrooiden de graven dan met wat aarde uit hun vaderland.
De overlevenden van de opstand van de Georgiërs hebben een koperen "Levensboom" geschonken (naar ontwerp van Georgi Otchiauri, Tia Draparidze en Zurab Sakvarelidze) die op 4 mei 1975 werd onthuld, met de tekst "Aan onze omgekomen Nederlandse broeders en zusters. USSR - Georgië". Dit monument is geplaatst op de algemene begraafplaats Den Burg.
Op 5 mei 2005, zestig jaar na dato, woonden de Georgische president Saakasjvili, zijn Nederlandse echtgenote Sandra Roelofs en de Georgisch-Orthodoxe patriarch Ilia II de herdenking bij.
Op 6 augustus 2021 stierf de laatste overlevende van de Georgiërs, Grigor Baindoerasjvili, 102 jaar oud in zijn woonplaats Kaspi.
In het Luchtvaart- & Oorlogsmuseum Texel is een deel van de ruimte gereserveerd voor een permanente tentoonstelling over de opstand. Er zijn enkele tientallen boeken en documentaires over de gebeurtenissen verschenen, waaronder een aantal ooggetuigenverslagen en verhalen van kinderen en van betrokken militairen (zowel Duitsers als Georgiërs).

## Verfilming
Er is een film gemaakt rond het thema: De vliegenierster van Kazbek.